# Thure Wennberg

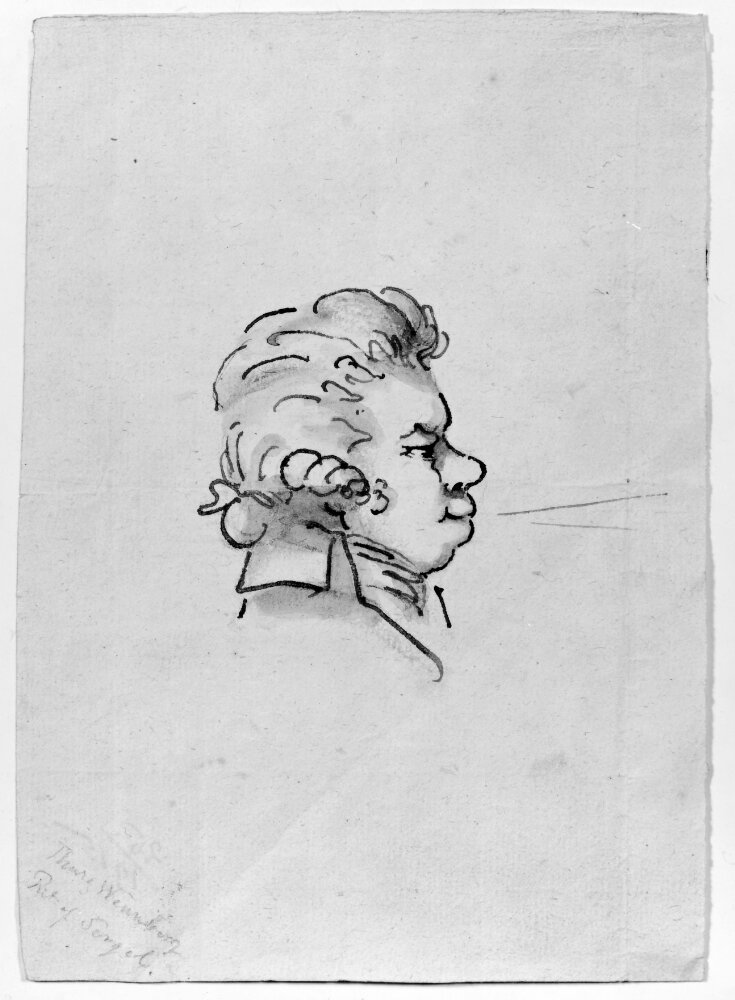
Thure Wennberg. Teckning av Johan Tobias Sergel (1740–1814). Nationalmuseum.

Thure Gustaf Wennberg, född 1 juli 1759 i Stockholm (Klara församling), död 23 januari 1818 i Stockholm, var en svensk arkitekt och sekreterare vid överintendentsämbetet.

## Biografi
Arkiven är mycket knapphändiga gällande hans uppväxt, men sannolikt var han elev till Adelcrantz i Kungliga Ritareakademien. Som statlig ämbetsman hade han många offentliga byggnader som uppdrag, liksom också åtskilliga kyrkor både i Sverige och det då till Sverige hörande Finland.
Ture Wennberg angavs 1795 som skapare av det historiska hjältedramat Fale Bure i fyra akter som den 15 maj 1795 uruppfördes för kung Gustav IV Adolf och hovet. Dock var Wennberg en täckmantel för den egentlige skribenten Jacob De la Gardie, även om Wennberg kan ha medverkat som medförfattare.
Wennberg assisterade Adelcrantz som sekreterare och skattmästare i Kungliga akademien för de fria konsterna (Konstakademien) innan han själv valdes in 1795. Det var i Konstakademien han den 1 februari 1797 höll ett tryckt minnestal över sin läromästare Adelcrantz, närvarande vid detta tillfälle var hertig Fredrik Adolf, den nya överintendenten Carl Fredrik Fredenheim, ledamöterna i Konstakademien, samt lärda från andra Kungliga akademier. Det porträtt som finns bevarat av Wennberg visar honom troligen vid detta tillfälle. I akademien var han mycket produktiv, författande skrivelser och recensioner gällande både konst och arkitektur i Stockholmsposten och Extraposten. Han var därvid rätt frispråkig och inte alldeles okontroversiell. Han bemöttes med likaledes färggranna omdömen; Han omtalas som spirituell och talför och "därjämte som den fulaste bland samtida, en komplett babian". Han beskylls också för att vara "Om även konstälskare, dock icke konstdomare". Inte sällan förs polemiken med hans ovan nämnde kollega Fredenheim.

## Familj
Thure Wennberg var son till bankokommissarien och musikern Eric Samuel Wennberg samt bror till de likaledes musicerande bröderna, stadsnotarien Johan Anders Wennberg och advokatfiskalen Samuel Wennberg. Thure Wennberg var ogift.

## Verk i urval

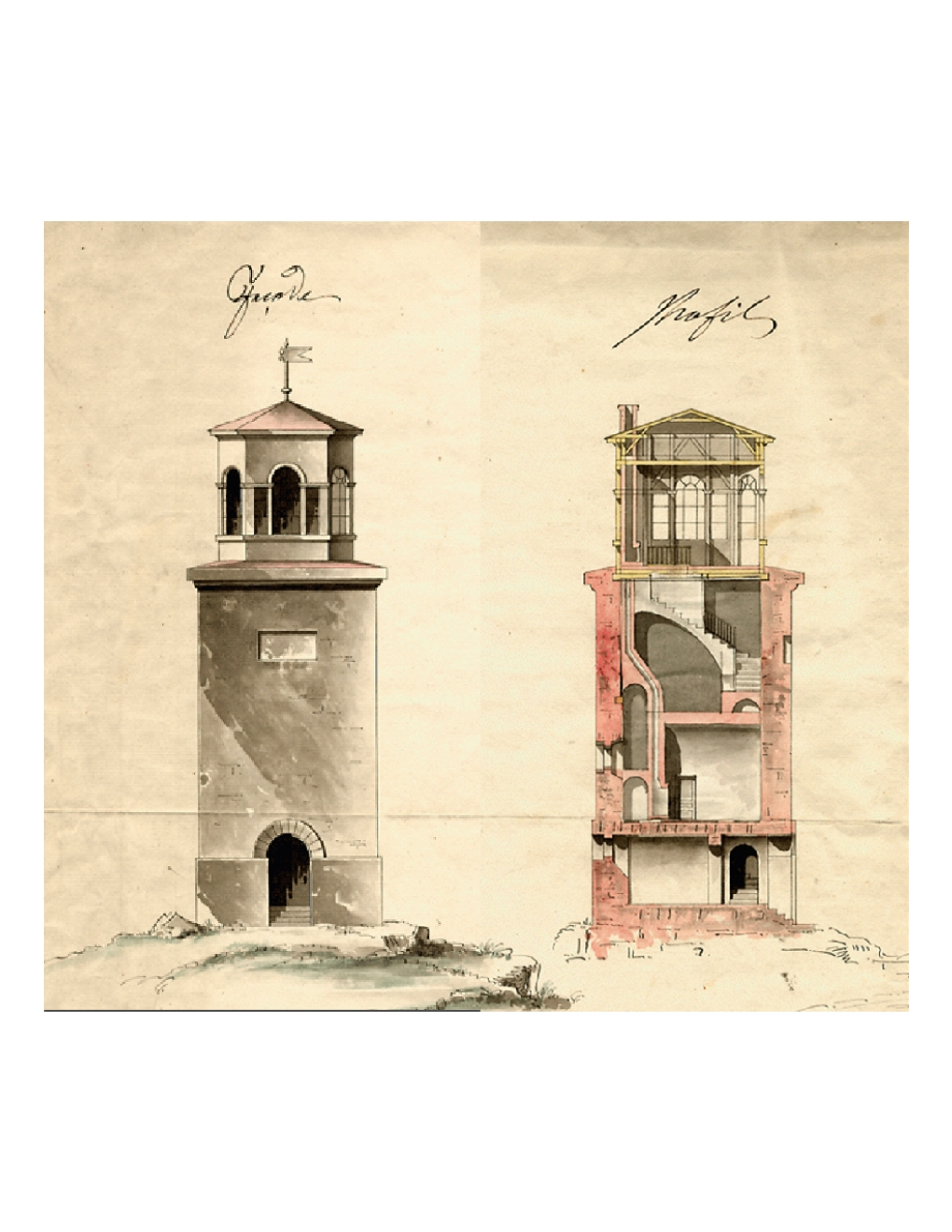
Dessein till Fyrbåk af Sten på Rönskärs holme vid Porkala Udd.

Vidstående ritning har rubriken Dessein till Fyrbåk af Sten på Rönskärs holme vid Porkala Udd, är undertecknad Stockholm af Kongl. Öfverintendentscontoiret den 17 October 1798 samt signerad av Thure G. Wennberg och Carl Fredenheim. På den ofärglagda kopian som förvaras i Finska sjöfartsverkets arkiv finns det I övre hörnet Gustav IV Adolfs vidlyftiga namnteckning och noteringen Gillas, Stockholms slott D:21 Jan: 1799.
Utöver detta är de verk som man känner till;
- Vänersborgs kyrka
- Vassända-Naglums kyrka
- Fryele kyrka
- By kyrka (delvis)
- Fredrika-Sofia kyrka i Ikalis
- Ulricehamns rådhus, 1790
- Västerviks rådhus, 1795
- Predikstolarna i Österåkers kyrka och Gryteryds kyrka.
- Frändefors kyrka
- Herrgården vid Hofors bruk